# Heteroacanthella
Heteroacanthella är ett släkte av svampar. Heteroacanthella ingår i ordningen Auriculariales, klassen Agaricomycetes, divisionen basidiesvampar och riket svampar.
|                  | Auriculariaceae                                                                               |
|                  |                                                                                               |
|                  | Stypella                                                                                      |
|                  |                                                                                               |
|                  | Tremellodendropsis                                                                            |
|                  |                                                                                               |
|                  | Oliveonia                                                                                     |
|                  |                                                                                               |
|                  | Gloeotromera                                                                                  |
|                  |                                                                                               |
|                  | Guepinia                                                                                      |
|                  |                                                                                               |
|                  | Patouillardina                                                                                |
|                  |                                                                                               |
|                  | Elmerina                                                                                      |
|                  |                                                                                               |
|                  | Heterorepetobasidium                                                                          |
|                  |                                                                                               |
|                  | Basidiodendron                                                                                |
|                  |                                                                                               |
|                  | Protomerulius                                                                                 |
|                  |                                                                                               |
|                  | Ceratosebacina                                                                                |
|                  |                                                                                               |
|                  | Hauerslevia                                                                                   |
|                  |                                                                                               |
|                  | Serendipita                                                                                   |
|                  |                                                                                               |
|                  | Renatobasidium                                                                                |
|                  |                                                                                               |
|                  | Microsebacina                                                                                 |
|                  |                                                                                               |
|                  | Endoperplexa                                                                                  |
|                  |                                                                                               |
|                  | Heteroscypha                                                                                  |
|                  |                                                                                               |
|                  | Protodaedalea                                                                                 |
|                  |                                                                                               |
|                  | Metabourdotia                                                                                 |
|                  |                                                                                               |
|                  | Ductifera                                                                                     |
|                  |                                                                                               |
|                  | Protoradulum                                                                                  |
|                  |                                                                                               |
|                  | Protohydnum                                                                                   |
|                  |                                                                                               |
| Heteroacanthella | \| \| Heteroacanthella acanthophysa \| \| \| \| \| \| Heteroacanthella variabilis \| \| \| \| |
|                  | \| \| Heteroacanthella acanthophysa \| \| \| \| \| \| Heteroacanthella variabilis \| \| \| \| |
|                  | Pseudohydnum                                                                                  |
|                  |                                                                                               |
|                  | Heteroacanthella acanthophysa                                                                 |
|                  |                                                                                               |
|                  | Heteroacanthella variabilis                                                                   |
|                  |                                                                                               |

|  | Heteroacanthella acanthophysa |
|  |                               |
|  | Heteroacanthella variabilis   |
|  |                               |